# رود كيل (فلم)
روود كيل, المعروف في أستراليا باسم روود ترين, هو فيلم رعب أسترالي صدر عام 2010 من إخراج دين فرانسيس وكتابة كلايف هوبكنز.
الفيلم من
بطولة كزافييه صموئيل، بوبي مورلي، جورجينا هايغ وصوفي لوو.

## القصة
ماركوس (كزافييه صموئيل), وصديقه المقرب كريغ (بوبي مورلي), وأصدقاؤهم، ليز (جورجينا هايغ) ونينا (صوفي لوو), يسافرون عبر المناطق النائية الأسترالية. في البداية، كان كريغ ونينا قد قضيا ليلة معًا في الخيمة، بينما حاولت ليز التقرب من ماركوس، لكن تم الكشف عن أن ماركوس يعاني من ضعف الانتصاب. تظهر شاحنة كبيرة خلف سيارتهم جيب شيروكي وتدفعهم خارج الطريق، مما يؤدي إلى كسر ذراع كريغ. تتوقف الشاحنة على بعد مسافة. يقتربون منها، ولكن السائق غير موجود. يسمعون أصوات إطلاق نار وشخص غريب يركض نحوهم في حالة من الهياج. في حالة من الذعر، يسيطرون على الشاحنة ويهربون بها. بعد فترة، يبدأ الراديو في العمل من تلقاء نفسه. بعد أن ينام الجميع، تقود الشاحنة نفسها على الطريق وترتفع إلى تلة. عندما يستيقظون، تجد نينا أن وقود الشاحنة قد نفد.
تستمر القصة في هذا السياق من الإثارة والرعب حيث يكتشف الأصدقاء أسرارًا مظلمة حول الشاحنة المريبة التي يقودونها.

## الإنتاج
تم تصوير فيلم روود كيل في أديلايد، جنوب أستراليا وفي سلاسل فليندرز. قام مايكل روبرتسون بإنتاج الفيلم لصالح ProdigyMovies وScreen Australia وThe South Australian Film Corporation.

## العرض والإصدار
تم عرض الفيلم لأول مرة في مهرجان دنجوج السينمائي. تم إعادة تسمية الفيلم في الولايات المتحدة إلى روود كيل. تم عرض الفيلم لأول مرة في الولايات المتحدة كجزء من Fangoria Fright Fest في 22 يونيو 2010. كما تم إصداره في المملكة المتحدة في 30 أغسطس 2010.

## الاستقبال
في مراجعة سلبية، كتب موقع Dread Central: "على الرغم من البداية الواعدة مع شخصيات مثيرة للاهتمام وفكرة مرعبة (الشاحنة الكبيرة)، فإن فيلم روود كيل يهدر إمكانياته ويغرق في العبثية." أما الصحيفة الأسترالية فقد كانت أكثر إيجابية، حيث قارنته بفيلم ستيفن سبيلبرغ المبكر دوال، مشيرةً إلى وعد المخرجين.